# Jacob Holm Industries
Jacob Holm Industries, tidligere Jacob Holm & Sønners Fabriker A/S, er en stor dansk virksomhed, som både har omfattet grossistvirksomhed, fabrikationsvirksomhed og rederivirksomhed.

## Historie
Firmaet fører sin oprindelse tilbage til juleaftensdag i året 1794, idet Jacob Holm (1770-1845) denne dag nedsatte sig som urtekræmmer på Christianshavn. Fra denne meget beskedne begyndelse oparbejdede han en stor, vidtforgrenet virksomhed, såvel på industriens som på handelens og skibsfartens områder. I 1810 løste Jacob Holm borgerskab som grosserer. I årene 1808-11 erhvervede Jacob Holm en del smålodder beliggende på Sundbyvester bys overdrev ved landevejen (nuværende Amagerbrogade), hvilken ejendom fik navnet Holms Lyst, samt i 1812 ejendommen Oliegren, beliggende på den østre side af landevejen. I 1808 anlagdes på Holms Lyst en hollandsk mølle bestemt til olieslagning, 1809 en limfabrik, og endelig i 1812 på Oliegren (grund nr. 25 i Sundby på 14 tønder land) en reberbane, efter at Holm den 4. februar 1812 havde købt grunden af grosserer Skoustrup. Desuden oprettede Jacob Holm forskellige andre mindre fabrikker. Allerede i 1799 begyndte Jacob Holm at købe parter i skibe, 17 år senere optog han skibsbygning. På Jacob Holms værft byggedes således det første danske fyrskib og det første danske dampskib. Jacob Holm blev sin tids største danske skibsreder, og det var hans skib Concordia, der foretog den første verdensomsejling under dansk flag. I årene fra 1824-40 erhvervede Jacob Holm: Holms Plads, Appelbys Plads, Asiatisk Kompagnis Plads, samt i 1844 Larsens Plads.
I 1836 optog han sine 3 ældste sønner, Georg Holm (1803-1867) Ludvig Holm (1804-1858) og Christian Holm (1807-1876) i firmaet, som derefter antog navnet Jacob Holm & Sønner. Af senere indehavere nævnes: Valdemar Holm (1835-1908, søn af Georg Holm) indtrådt i 1861, udtrådt 1900, og Andreas Peter Christian Holm (1835-1920), søn af Christian Holm), der ligeledes indtrådte 1861 og ledede firmaet senere i forbindelse med sine sønner: Christian Frederik Holm (1867-1939), indtrådt 1894, Johannes Sophus Holm (1869-1939), Poul Erik Holm (1874-1955), begge indtrådte 1901.
I 1923 var firmaet blevet omdannet til aktieselskab med Johannes og Poul Holm som direktører. I 1924 tiltrådte Asger Gjessing (1887-1981) som adm. direktør.
I århundredets anden halvdel begyndte et omsving i den danske og især i den københavnske handel. Industriel specialisering satte ind, og man koncentrerede sig om oliemøllen, limfabriken og reberbanen. Efter 1. verdenskrig solgtes oliemøllen og limfabrikken nedlagdes.
Bestyrelsen bestod i 1950 af: Direktør H.W. Pade (formand), vekselerer Walter Holm Henriques, generalkonsul Poul Holm, prokurist Erik Lund, professor, dr.polit. Axel Nielsen, direktør A.E. Raun.
Aktiekapitalen udgjorde i 1950 kr. 5.000.000.
Virksomheden beskæftigede i 1950 godt 600 arbejdere og funktionærer. Fabrikationen omfattede spinding af garn af hamp, hør, jute, manila og sisal og videreforarbejdning deraf til reb, tovværk, liner, høstbindegarn, sejlgarn, kordel, textilgarner, tekniske garner etc. og desuden ståltovværk.
I begyndelsen af 1970'erne gik det dog skidt for Jacob Holm & Sønner, og i 1971 fusionerede Jacob Holm & Sønner med Randers Rebslåeri til A/S Randersholm. Samme år blev produktionen på Amagerbro flyttet til Randers. I 1975 åbnede Amager Centret i Jacob Holm & Sønners gamle bygninger. Man fortsatte dog driften af tre datterselskaber i Jylland – ét i Ikast og to i Varde – der beskæftigede sig med kunstfiber og jute. I 1971 blev Danaklon A/S, som producerer syntetiske fibre, selskabets bærende virksomhed. I 1979 overtog Poul Martin Mikkelsen aktiemajoriteten i selskabet. Selskabet har senere etableret flere datterselskaber og har i dag hovedsæde i Schweiz.
Under Covid19 epidimien leverede firmaet store mængder fiber-materiale til alverdens mundbind. Derefter blev den solgt til USA.

## Direktion
Denne liste er ufuldstændig; hjælp gerne med at udfylde den.
- 1794-1845: Jacob Holm (1770-1845)
- 1836-1867: Georg Holm (1803-1867, søn af Jacob Holm)
- 1836-1858: Ludvig Holm (1804-1858, søn af Jacob Holm) og
- 1836-1876: Christian Holm (1807-1876, søn af Jacob Holm)
- 1861-1900: Valdemar Holm (1835-1908, søn af Georg Holm)
- 1861-1920: Christian Holm (1835-1920, søn af Christian Holm)
- 1894-?: Christian Holm (1867-1939, søn af Christian Holm)
- 1901-?: Johannes Holm (1869-1939, søn af Christian Holm)
- 1901-?: Poul Erik Holm (1874-1955, søn af Christian Holm)
- 1924-1958: Asger Gjessing (1887-1981)
- 1967-1969: Mogens Hartvig-Olsen (1908-1987), direktør fra 1955
- 1979-1996: Poul M. Mikkelsen
- 1996-1997: Eric Rylberg
- 1996-nu: Poul M. Mikkelsen (igen)

Andre ledere:
- 1981-1986: Jørgen Balslev, teknisk koncerndirektør

## Bestyrelsesformænd
Denne liste er ufuldstændig; hjælp gerne med at udfylde den.
- 1932-1944: E.L.P.C. Kauffmann, bankdirektør
- 1944-1958: H.W. Pade, civilingeniør
- 1959-1964: Asger Gjessing, fhv. direktør
- 1979-?: Poul M. Mikkelsen
- Helge Hassel
- Poul M. Mikkelsen (igen)